# José Spreafico
José Spreafico Antonioni (Milán, 1833- Málaga, 1880) fue un fotógrafo pionero que desarrolló su trabajo en Málaga. Su obra sobre el ferrocarril Córdoba-Málaga se considera una de las mejores de la fotografía industrial española del siglo XIX.
Casado con una malagueña, disponía de un estudio fotográfico en esa ciudad. Se instaló en Málaga en torno a 1850, aunque aparece en los datos del censo a partir de 1861. Antes de dedicarse a la fotografía tuvo otras profesiones como dorador y marquetero, pero en 1866 ya aparece como fotógrafo en diferentes documentos.
Uno de sus trabajos más destacados es el realizado en 1867 y titulado Álbum de obras del ferrocarril Córdoba-Málaga que recoge una serie sobre esos trabajos y que Joan Fontcuberta señala que insinúa pautas propias del posterior movimiento de la Nueva Objetividad. Otro trabajo destacado es Recuerdo histórico 1486-1492 La Rábita - Palos - Cristóbal Colón que hizo en 1875, formado por cinco fotografías con la intención de presentarlo en la Exposición Universal de Filadelfia (1876) dedicada al centenario de Cristóbal Colón.
También realizó trabajos propios de fotoperiodista como el seguimiento de la visita a Málaga de Alfonso XII en 1877 y otras actividades especialmente destacadas en la ciudad.
Su obra se encuentra en diversas colecciones y archivos.